# La ragazza dello Sputnik
La ragazza dello Sputnik (スプートニクの恋人?, Supūtoniku no koibito) è un romanzo di Haruki Murakami del 1999. 
La prima traduzione italiana di Giorgio Amitrano è stata pubblicata nel 2001 per i tipi di Einaudi, nella collana "I coralli".

## Trama
Sumire è una giovane giapponese amante della letteratura e della scrittura che vive da sola in un modesto appartamento, il suo unico amico e confidente è il narratore, un insegnante di scuola elementare di cui non si conosce il nome, il quale ha un ruolo fondamentale nella vita della protagonista, nei confronti della quale prova un amore profondo e incondizionato, ma non ricambiato. Sumire e il protagonista sono profondamente legati e sono soliti intrattenere lunghe conversazioni telefoniche notturne, durante le quali si confidano vicendevolmente i propri desideri e segreti. La ragazza è inizialmente riluttante a qualsiasi tipo di amore passionale, chiusa nel suo mondo letterario, fino al momento in cui incontra Myū, una donna d'affari di origini coreane esperta di vini e amante della musica classica. Myū e Sumire iniziano un rapporto di amicizia e lavoro, che le porterà a viaggiare in Italia, in particolare a Roma, a Milano e a Venezia, e in Francia.
Ben presto Sumire si rende conto di essersi innamorata di Myū e di provare per la donna fortissima attrazione sessuale. Intanto, il narratore viene contattato saltuariamente per lettera da Sumire, la quale gli riporta le sensazioni del viaggio e gli istinti sessuali nei confronti della compagna, la quale però non è in grado di ricambiarli, poiché reduce da un'esperienza traumatica che per il momento è restia a raccontare. Il narratore, se da una parte soffre per l'amore non corrisposto di Sumire, dall'altra è contento che l'amica abbia finalmente trovato, in qualche modo, l'amore.
Alcuni giorni dopo essere giunte in un'isoletta greca vicino a Rodi, in Grecia, Myū contatta il narratore chiedendogli di raggiungerla in quanto Sumire ha bisogno di lui. In fretta, senza perdere tempo, l'uomo raggiunge l'isola e dopo aver conosciuto Myū apprende della scomparsa dell'amica. Cominciano le ricerche, anche da parte della polizia, ma Sumire sembra essere svanita nel nulla; da alcuni documenti nascosti nel portatile della ragazza si viene a conoscenza dei suoi recenti sogni, e della surreale storia di Myū, o meglio di un surreale episodio vissuto da quest'ultima anni prima mentre si trovava in Svizzera: accidentalmente imprigionata per un'intera notte all'interno della cabina di una ruota panoramica, con un binocolo scorge da lontano il suo doppio che, all'interno del suo appartamento, ha un rapporto sessuale con un uomo ripugnante. Myū si sente abbandonata da una parte della sua persona, e l'indomani scopre che i suoi capelli sono diventati bianchi.
Sull'isola il narratore vive anch'egli un'esperienza straniante, convinto di essersi temporaneamente dissociato da sé stesso. Questi infine, non avendo trovato traccia dell'amica e dovendo tornare in Giappone per questioni di lavoro, lascia l'isola dopo aver stretto un particolare rapporto anche con Myū, con la sensazione che Sumire sia ancora viva e semplicemente ora si trovi in una sorta di seconda dimensione. Così, dopo una veloce visita all'Acropoli di Atene, fa rientro in patria. A un suo studente, un bambino dal carattere imperscrutabile figlio della sua amante, racconterà ciò che gli è capitato; la sua confidenza aprirà come uno spiraglio nel bambino, aiutandolo a risolvere i suoi problemi adolescenziali. Il narratore si rende conto così che probabilmente avrà un futuro da ottimo insegnante.
Nonostante le ricerche della polizia greca, di Sumire non si hanno più tracce fino a quando, una notte, il narratore riceve una telefonata dall'amica. Dal colloquio l'uomo sembra avere l'impressione che Sumire si trovi in una realtà parallela e non dispera di poterla prima o poi rincontrare.

## Personaggi
Il protagonistaIl narratore e migliore amico di Sumire. È innamorato di lei senza essere ricambiato. È sempre disponibile per ogni turbamento dell'amica, dalle telefonate in piena notte ai racconti su Myū.
SumireRagazza di ventidue anni, impulsiva, disordinata, generosa, appassionata dello scrittore Jack Kerouac.
MyūDonna matura, sposata, benestante, di diciassette anni più grande di Sumire.

## Edizioni
- (JA) Haruki Murakami, Supūtoniku no koibito, 1ª ed., Tokyo, Kodansha, aprile 1999, ISBN 1-86046-825-X.
- Haruki Murakami, La ragazza dello Sputnik, traduzione di Giorgio Amitrano, I coralli, n. 169, Torino, Giulio Einaudi Editore, 2001, ISBN 978-88-06-15819-4.
- Haruki Murakami, La ragazza dello Sputnik, traduzione di Giorgio Amitrano, n. 1121, ET scrittori, Torino, Giulio Einaudi Editore, 2003, ISBN 978-88-06-17500-9.